# Башарин, Гелий Павлович
Гелий Павлович Башарин — советский и российский учёный в области теории систем и сетей массового обслуживания и систем телекоммуникации, заслуженный деятель науки РФ (10.12.1998).

## Биография
Родился 1 ноября 1927 года в Москве.
В 1950 г. с отличием окончил механико-математический факультет МГУ (закрытое отделение). Был распределен в спецучреждение МГБ (ГУСС), где работал до 1957 года по развитию вероятностных методов анализа криптостойкости, получил ряд важных результатов в области теоретической криптографии и математической статистики.
Параллельно учился в очной аспирантуре Высшей школы криптографии, в 1956 г. под руководством будущего члена-корреспондента РАН В. Я. Козлова защитил диссертацию по специальности «Теоретическая криптография» на тему «Критерий согласия X² для обнаружения зависимостей марковского типа», кандидат физико-математических наук.
С 1963 г. работает в РУДН. С 2000 по 2014 г. на кафедре систем телекоммуникаций, с 2014 по 2018 г. профессор-консультант на кафедре прикладной информатики и теории вероятностей.
Умер 23 апреля 2018 года.

## Научная деятельность
В 1957—1970 гг. в серии работ по теории телетрафика развил теорию и предложил новые методы расчета многокаскадных систем телефонной коммутации, позволяющие эффективно использовать ЭВМ. В 1963 г. одним из первых начал работы по созданию теории и разработке матрично-геометрических методов и алгоритмов анализа и проектирования структуры и объёма буферной памяти цифровых систем различного назначения.
Создал в РУДН научно-педагогическую школу в области теории систем и сетей массового обслуживания и систем телекоммуникации.
В 1967 году защитил докторскую диссертацию на тему «О математических методах исследования систем связи и управления сложной структуры» в диссертационном совете Московского электротехнического института связи. Доктор технических наук по специальности «Сети и системы связи» (1968). Старший научный сотрудник (1963), профессор по кафедре «Вычислительная математика и теория вероятностей» (1970).

### Научные труды
Автор (соавтор) 6 книг, 4 учебных пособий и более 200 научных статей в области теоретической криптографии, математической теории телетрафика, теории систем массового обслуживания, теории сетей массового обслуживания, анализа и расчета ВВХ мультисервисных сетей.
Книги
- Массовое обслуживание в телефонии. — М.: Наука, 1968.
- Анализ очередей в вычислительных сетях. Теория и методы расчета. — М.: Наука, 1989.
- Начала финансовой математики. — М.: Инфра-М, 1998.
- Лекции по математической теории телетрафика. — М.: Изд-во РУДН, 2004. — 190 с.
- Башарин Г. П., Гайдамака Ю. В., Самуйлов К. Е., Яркина Н. В. Модели для анализа качества обслуживания в сетях связи следующего поколения. Уч. пособие. Москва, ИПК РУДН, 2008, 111 с.
- Башарин Г. П., Гайдамака Ю. В., Самуйлов К. Е., Яркина Н. В. Управление качеством и вероятностные модели функционирования сетей связи следующего поколения. Уч. пособие. Москва, ИПК РУДН, 2008, 131 с.
- Башарин Г. П. Лекции по математической теории телетрафика: Учеб. пособие. Изд. 2-е испр. и доп. — М.: Изд-во РУДН, 2007. — 268 с.: ил.
- Башарин Г. П. Лекции по математической теории телетрафика. М.: Изд-во РУДН, 2004, 190 с. Уч. пособие с грифом УМО «Прикладная математика и информатика» по классическому университетскому образованию.
- Башарин Г. П., Бочаров П. П., Коган Я. А. Анализ очередей в вычислительных сетях. Теория и методы расчета. — М.: Наука. Гл. ред. физ.-мат. лит., 1989. — 336 с.
- Башарин Г. П. Графы и цепи Маркова: Учеб. Пособие. — М.: Изд-во РУДН, 1989. — 34 с.

## Награды и звания
Заслуженный деятель науки РФ (1998).